# 約書亞·雷諾茲
約書亞·雷諾茲爵士 RA FRS FRSA（1723年7月16日—1792年2月23日）是一位18世紀英國著名畫家，皇家學會及皇家文藝學會成員，皇家藝術研究院創始人之一及第一任院長。以其肖像畫和“雄偉風格”藝術聞名，英王喬治三世很欣賞他，並在1769年封他為爵士。

## 早年
1723年7月16日，約書亞·雷諾茲出生於英國德文郡的普林普頓，是牧師薩繆爾·雷諾茲的第三個兒子。塞繆爾·雷諾茲是牛津大學貝利奧爾學院成員，同時也是小鎮普林普頓自由文法學校（Free Grammar School）校長。不過他並沒有送他的任何一個兒子進入牛津大學。
少年時，雷諾茲受泰奧弗拉斯托斯的柏拉圖主義哲學影響，這種影響在他後來一生的軌跡中都可以找到。雷諾茲的摘錄簿中記錄著泰奧弗拉斯托斯、普魯塔克、塞內卡、奧維德、馬克·安東尼、威廉·莎士比亞、約翰·彌爾頓、亞歷山大·蒲柏、約翰·德萊頓等人的言論與列奧納多·達·芬奇、Charles Alphonse Du Fresnoy和安德魯·菲利比安的藝術理論。對雷諾茲音影響最大的一本書是喬納森·理查德森的著作《一篇關於繪畫的隨筆》（An Essay on the Theory of Painting，1715年），其由雷諾茲註釋的抄本失傳近200年，最後出現在劍橋書店，署名“J. Reynolds Pictor”。

## 職業生涯

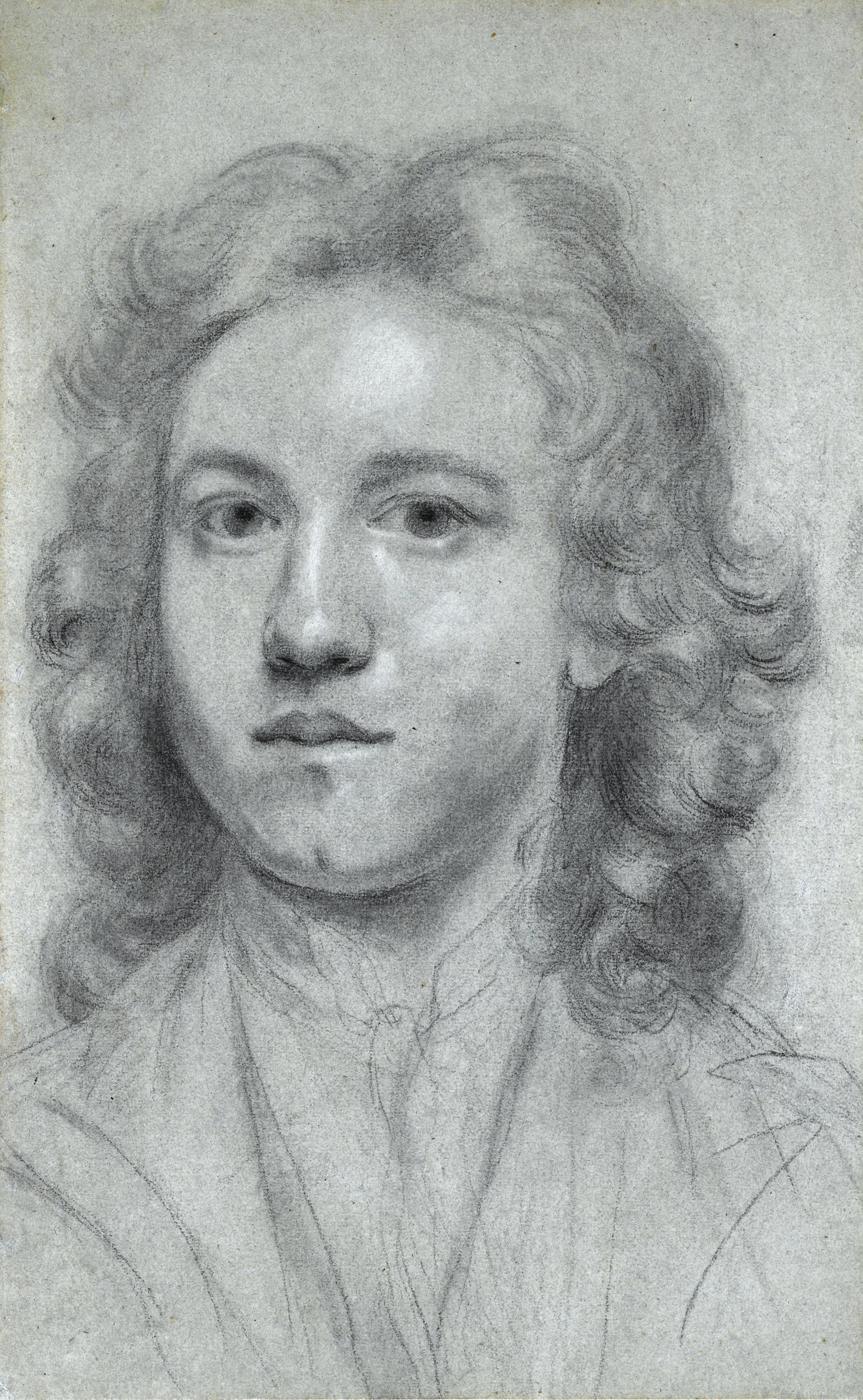
約書亞·雷諾茲17歲時的自畫像

雷諾茲很早就展現出了繪畫天賦，並在1740年成為當時著名倫敦時尚肖像畫家托馬斯·哈德遜的學徒，後者也出生於德文郡。哈德遜有很多古代藝術大師的畫作藏品，雷諾茲曾臨摹過其中的一些。1743年雷諾茲離開了哈德遜，之後曾有一段時間在普利茅斯碼頭（後來的德文波特）創作肖像畫，1744年末回到倫敦，不過此年年底因為父親去世，又回到了的普利茅斯碼頭，和他的姐妹們合租一間房子。
1749年，雷諾茲遇到了奧古斯特·凱珀爾，并受邀參凱珀爾指揮的英國皇家海軍的HMS Centurion。他隨船遊覽了里斯本、阿爾及爾和米諾卡島。並從米諾卡島啟程前往里窩那，隨後抵達羅馬，在那裡逗留了兩年。在此期間患上了嚴重的傷寒，幾乎導致耳聾，這也是爲什麽後來其肖像常見有號角狀助聽器的原因。雷諾茲經由佛羅倫薩、博洛尼亞、威尼斯和巴黎歸國。他的旅伴是朱塞佩·馬奇（ Giuseppe Marchi），當時年界17歲。1770年之後，馬奇成爲了雷諾茲終身的工作室助理。
1752年10月，雷諾茲抵達英格蘭，並在德文郡呆了三個月，之後便定居倫敦，之後終其一生都居住在了這裡。他初居聖馬丁巷（St Martin's Lane），後來搬到大紐波特街（Great Newport Street），她的姐妹佛朗西斯作管家。
抵達倫敦之後雷諾茲迅速成名并富有起來。Edgecumbe勳爵推薦他為當時的許多貴族如德文郡公爵、格拉夫頓公爵和喬治二世的三子坎伯蘭郡公爵繪製肖像。1760年雷諾茲搬到了更大的新居，並將助手安住在萊斯特廣場西邊居住。
在繪製全身像的同時，雷諾茲也繪製了大量的小作品，1750年代社交季的高峰時期，他平均每天都繪製5到6位模特，每次花費1小時時間。1761年，雷諾茲每幅全身像要價80堅尼，1764年為約翰·費恩作畫得到了100堅尼報償。
模特的衣著通常會由他的學生、助手朱塞佩·馬奇、或者彼得·湯姆斯來繪製或者著色。在這一點上，雷諾茲的學生詹姆斯·諾斯克特說：
|  | 模仿特定事物並不是天才的工作，但是練習時卻必不可少，這就是他的學生小心地、經常做的，而他本人卻不做的事；但是他自己的不重要的和重要的作品都是最優秀的 |

雷諾茲經常在工作室裡作畫，很少休假，同時他也善於社交，並在倫敦知識界有許多朋友，諸如塞繆爾·約翰遜、奧立佛·高德史密斯、埃德蒙·伯克、Giuseppe Baretti、Henry Thrale、大衛·加里克和安吉利卡·考夫曼。
因為他的肖像畫極其出名，故而和當時的許多富豪名流都有交遊。1764年，他和塞繆爾·約翰遜將這些人組織在一起成立了“The Club”，10年間俱樂部會員上升至35人。俱樂部的聚會是在每星期一下午七點，一起進餐、談話直到深夜。
雷諾茲是最早的皇家文藝學會成員之一，是他幫助建起了藝術家協會，並和托馬斯·庚斯博羅一起建立了皇家藝術研究院。1768年，他擔任皇家藝術研究院第一任院長，并一直在這個位置上呆到去世。

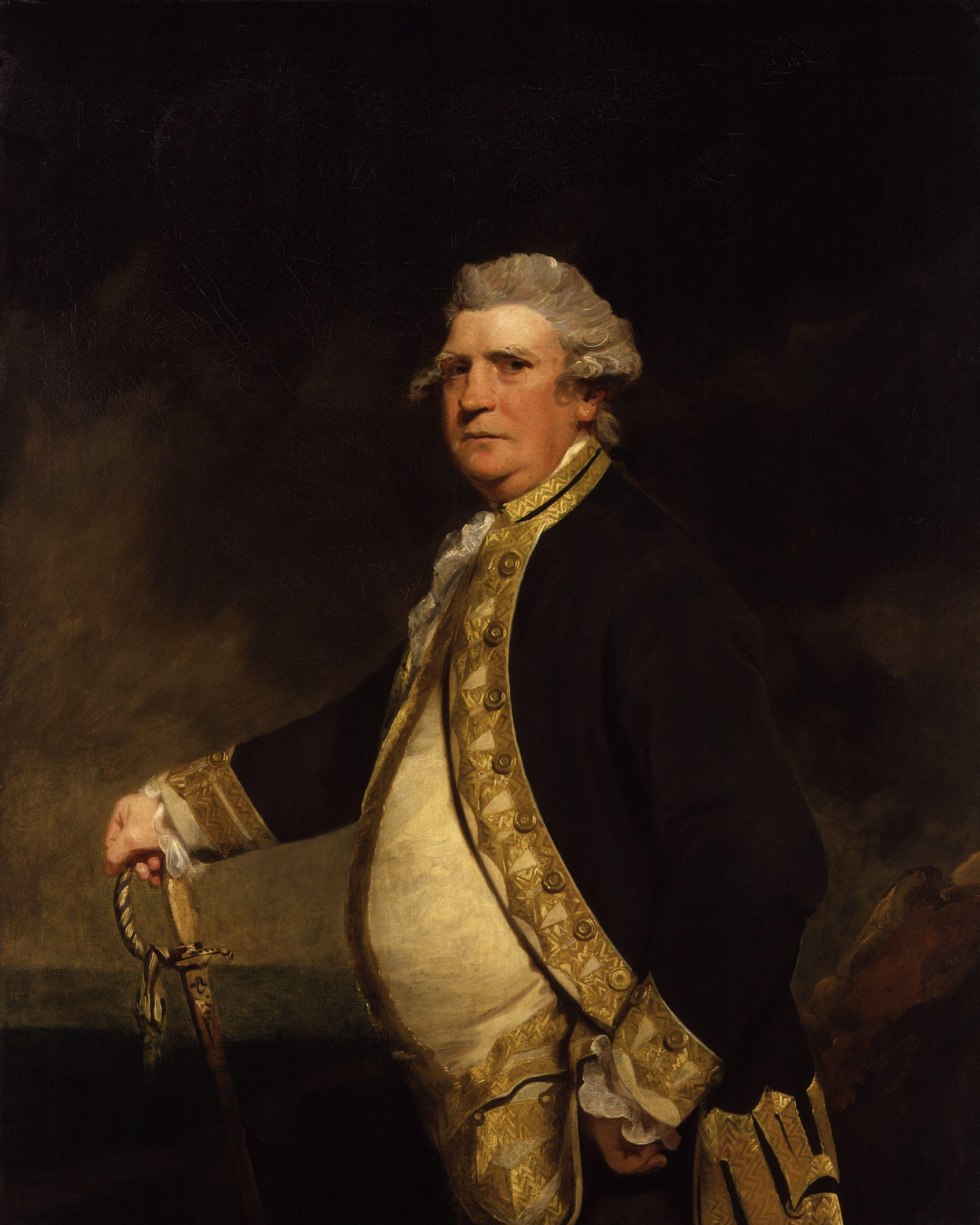
《奧古斯特·凱珀爾》（1779年）

在1778年韋桑島戰役之後，戰役中任英吉利海峽艦隊指揮的奧古斯特·凱珀爾和控制後方部隊的休·帕利澤發生衝突, 帕利澤指控凱珀爾指揮失當以及玩忽職守，海軍部將凱珀爾送交軍事法庭。1779年2月11日，凱珀爾被宣告無罪釋放并成爲了國家英雄。凱珀爾的一個秘書委 派納撒尼爾·當斯-霍蘭德為凱珀爾繪製肖像，但是凱珀爾將工作交給了約書亞·雷諾茲。在畫中雷諾茲描繪了凱珀爾手按劍柄，回應審裁官的情形。
1784年8月10日，首席宫廷画家艾伦·拉姆塞去世，9月雷諾茲宣誓就職，但是他並不滿意這份工作，并認為薪水太少。

## 晚年
1789年，雷諾茲失去了他左眼的視力，最終導致他不得不停止工作，雷諾茲贊同愛德蒙·伯克的反法國大革命著作《法國大革命沉思錄》中的觀點。
1791年6月4日在一個共濟會酒店裡的晚餐上，雷諾茲因為狂歡作樂而摔下了椅子，隨後返回了愛德蒙·伯克位於比肯斯菲尔德的家中，據愛德蒙·馬龍回憶，當時雷諾茲身體狀況依然良好。
6月末，雷諾茲感覺左眼腫脹，不得不前去看外科醫生，11月5日，雷諾茲寫下他的遺囑，遺囑執行者是愛德蒙·伯克、愛德蒙·馬龍和菲利普·梅德卡夫。10日向本傑明·韋斯特去信要求辭去皇家學院院長一職，最決定只由威廉·錢伯斯和韋斯特代理，以後仍可以改選。

1792年新年，雷諾茲疾篤，之後便難以進食。同年2月23日約書亞·雷諾茲在倫敦萊斯特廣場去世，當晚愛德蒙·伯克在場，並為雷諾茲寫下了悼詞。 雷諾茲葬于聖保羅座堂。

## 作品

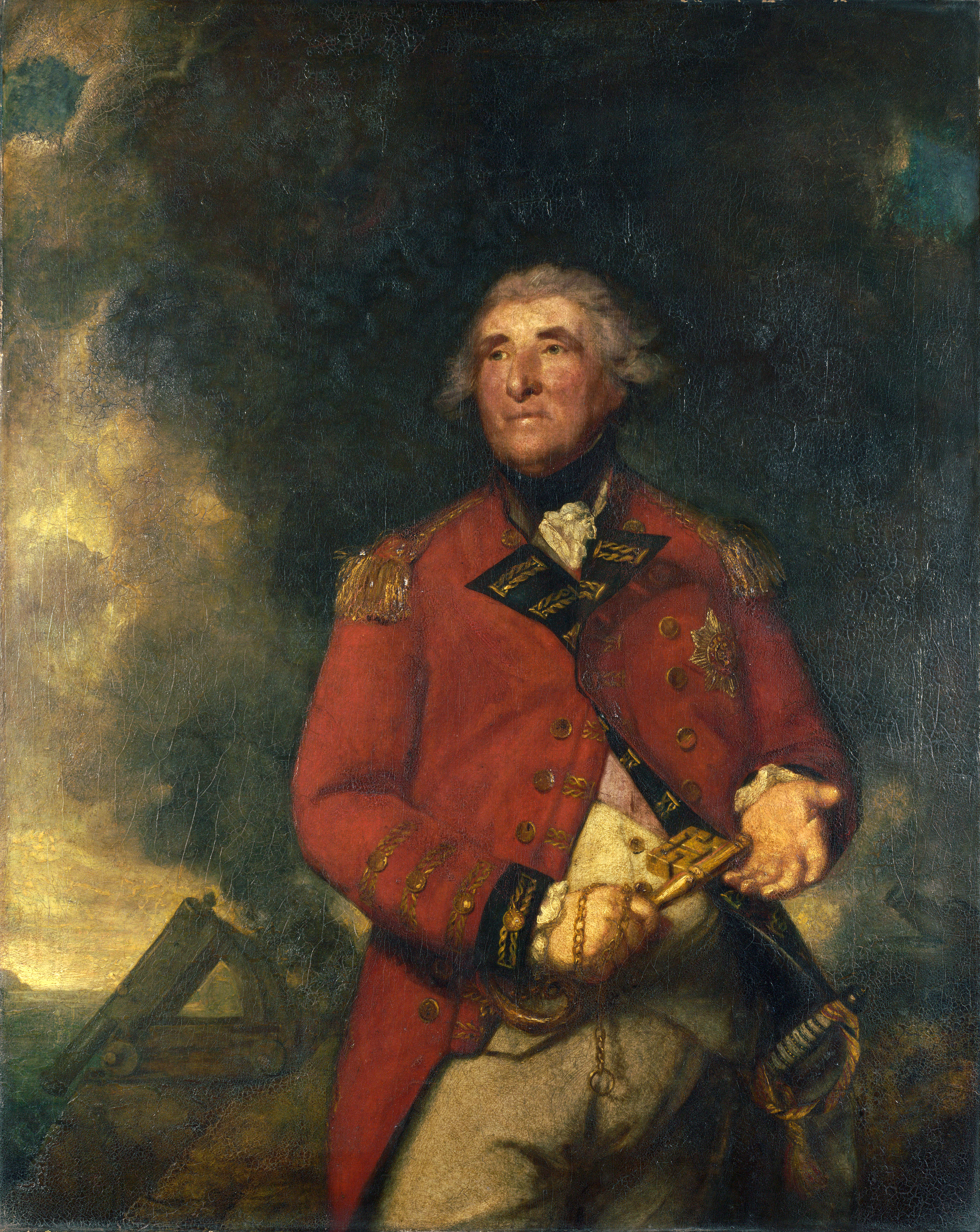
《喬治·奧古斯都·艾略特，第一代赫斯菲爾德男爵》（1787年）
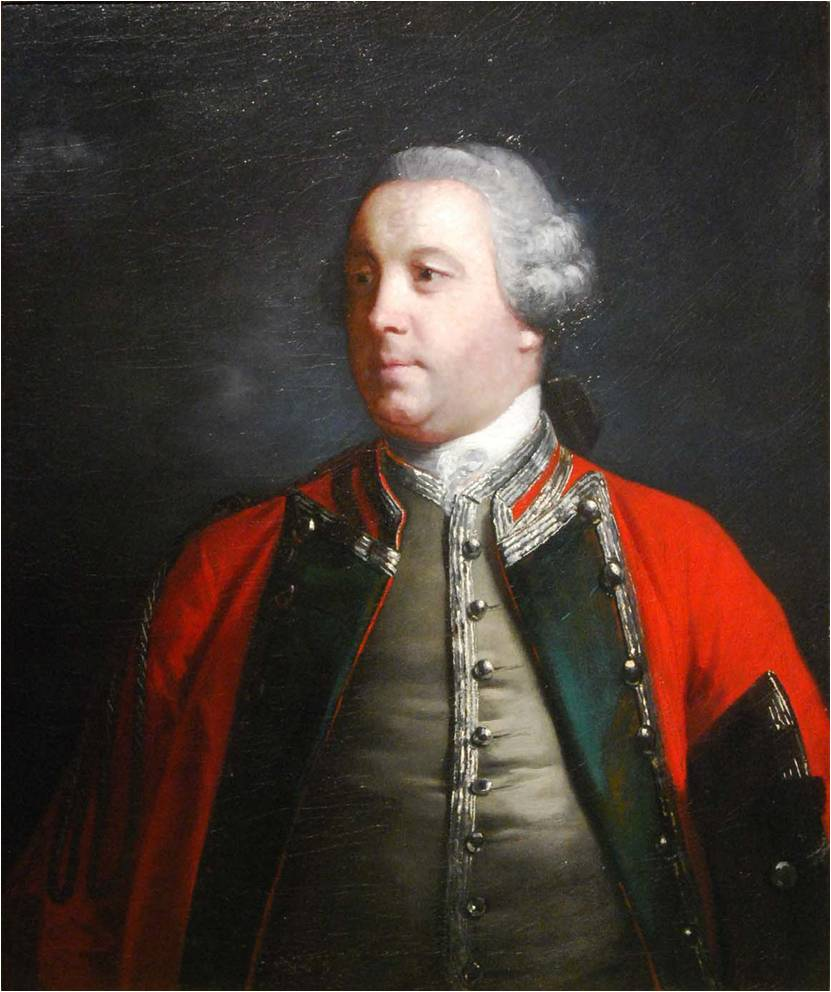
愛德華·康沃利斯（1756年）
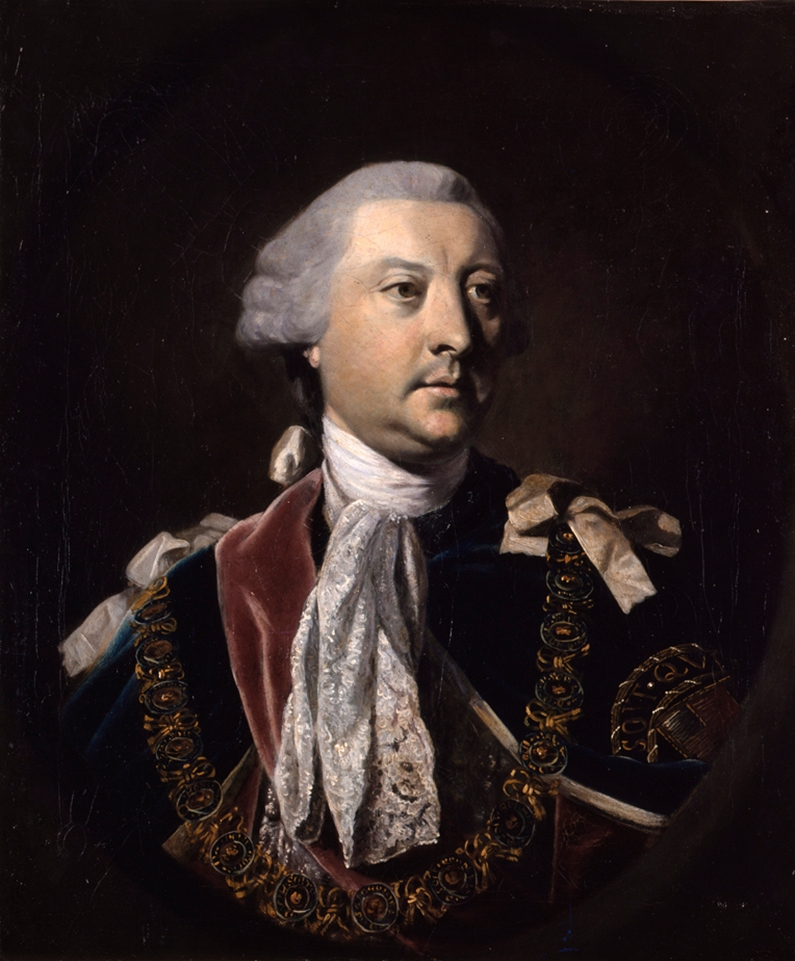
喬治·蒙泰古-鄧克，第二代哈利法克斯伯爵（1764年）
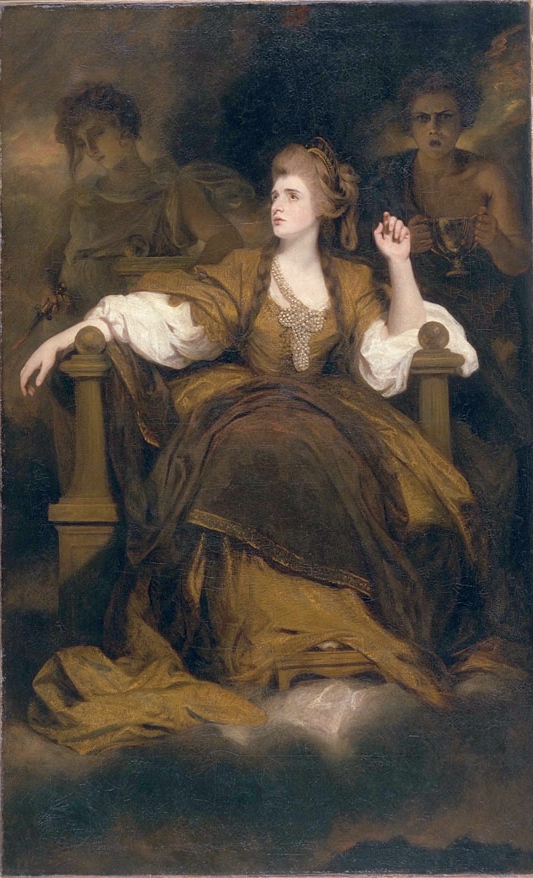
薩拉·西登斯，繪於加利福尼亞州聖馬力諾亨廷頓圖書館
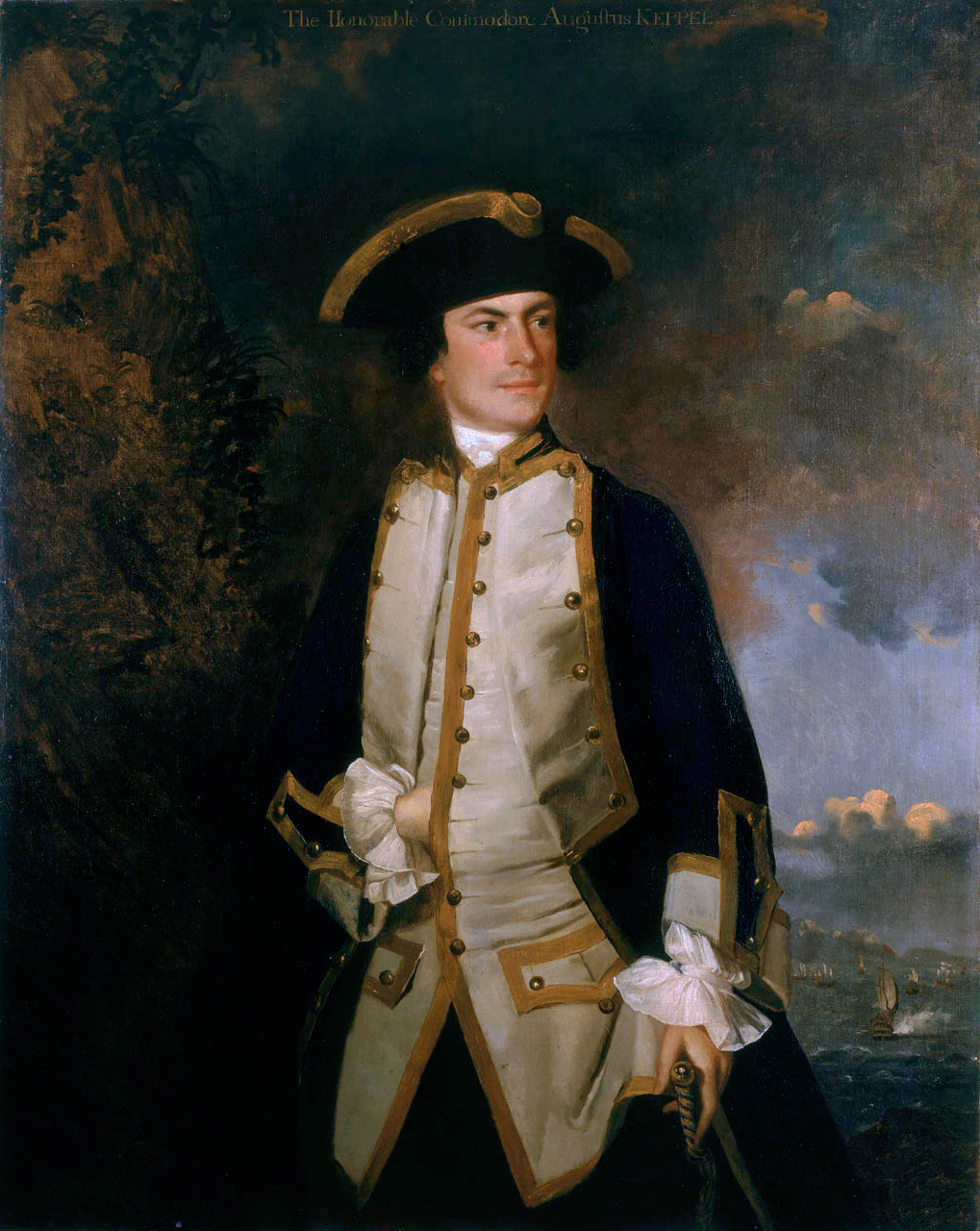
《海軍準將奧古斯特·凱珀爾閣下》（雷諾茲的第一張凱珀爾肖像，1749年）
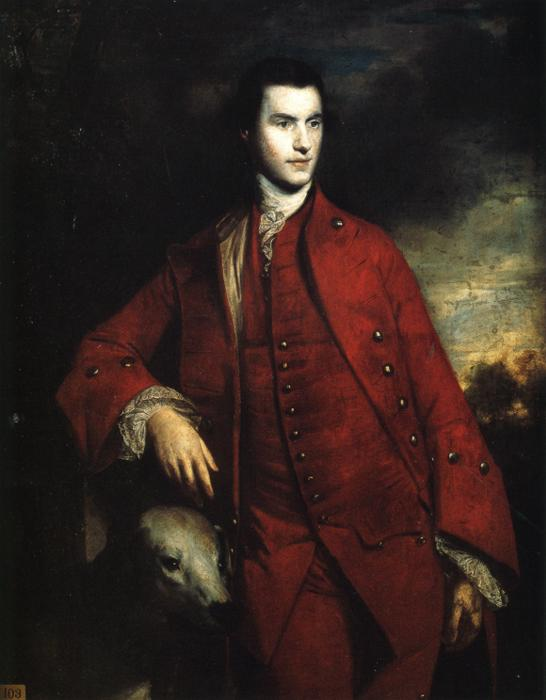
《查爾斯·倫諾克斯，第三代里奇蒙公爵》（1758年）
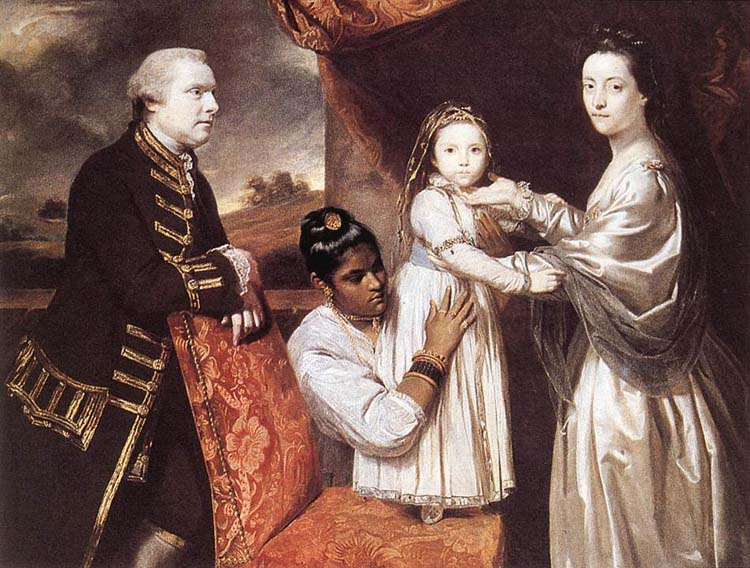
《羅伯特·克萊芙和他的家人及一個印度女僕》（1756年）
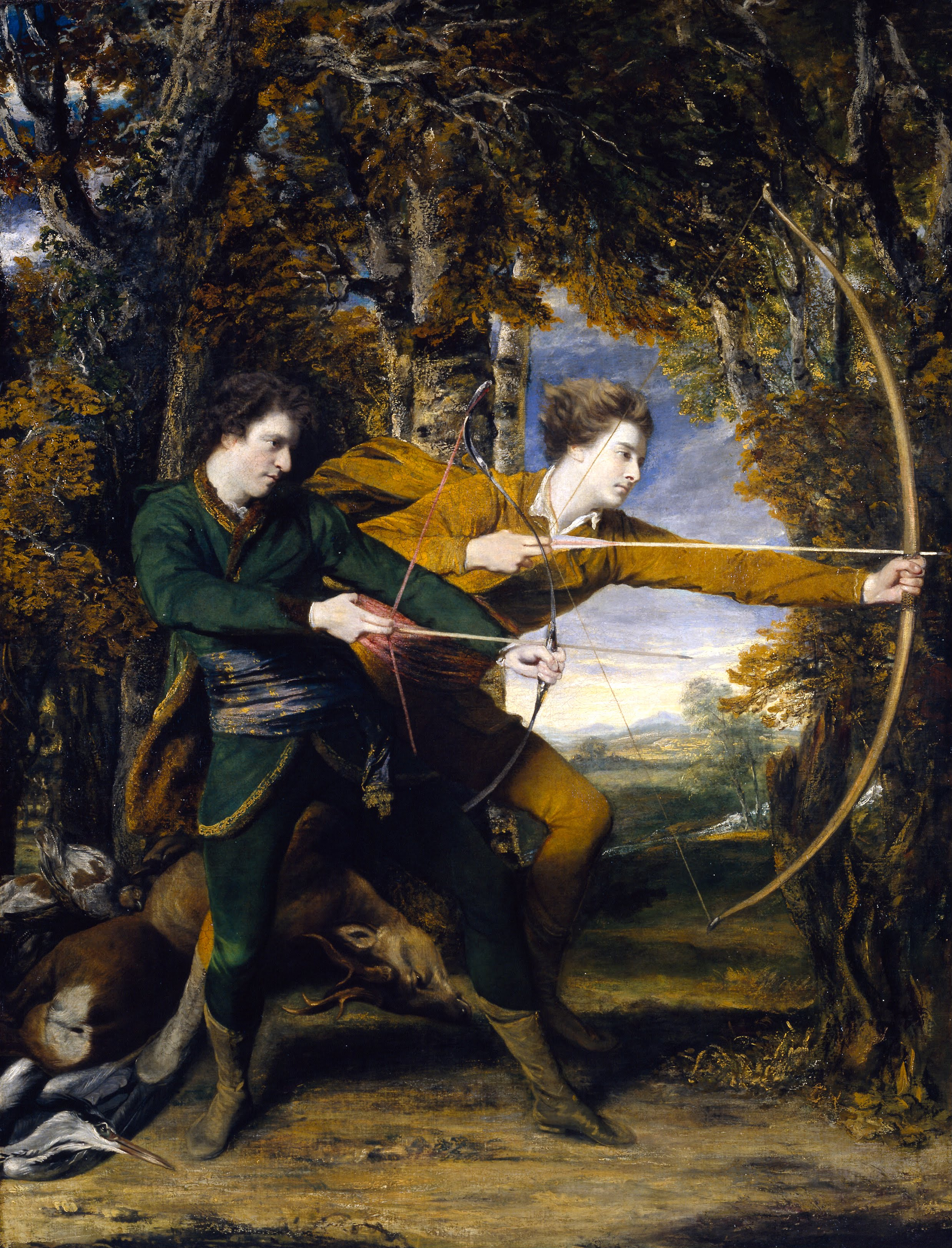
《阿克蘭上校和悉尼勳爵，弓箭手》（1769年）
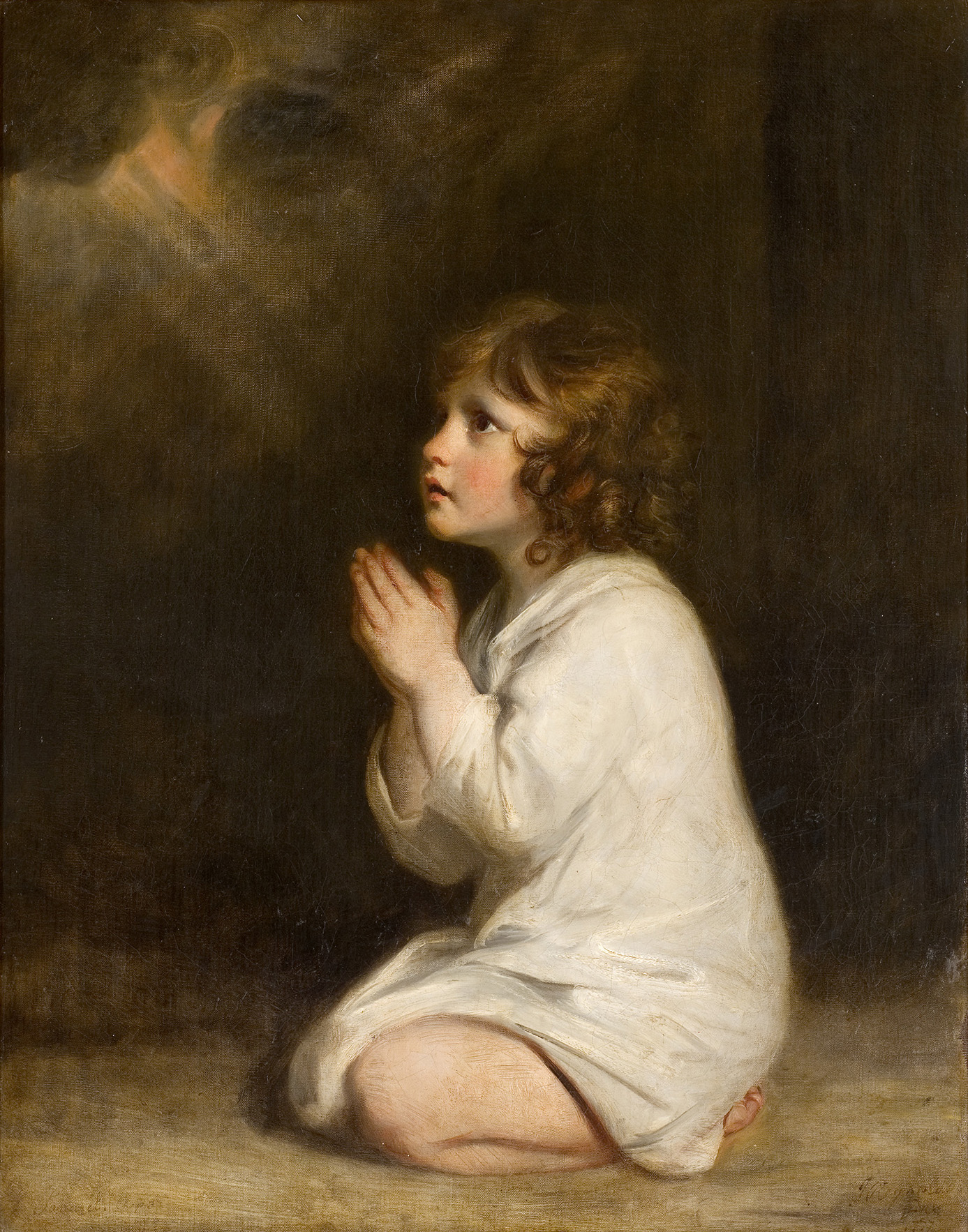
《小撒母耳》（1776年）
《卡洛琳·霍華德女勳爵》（1778年）
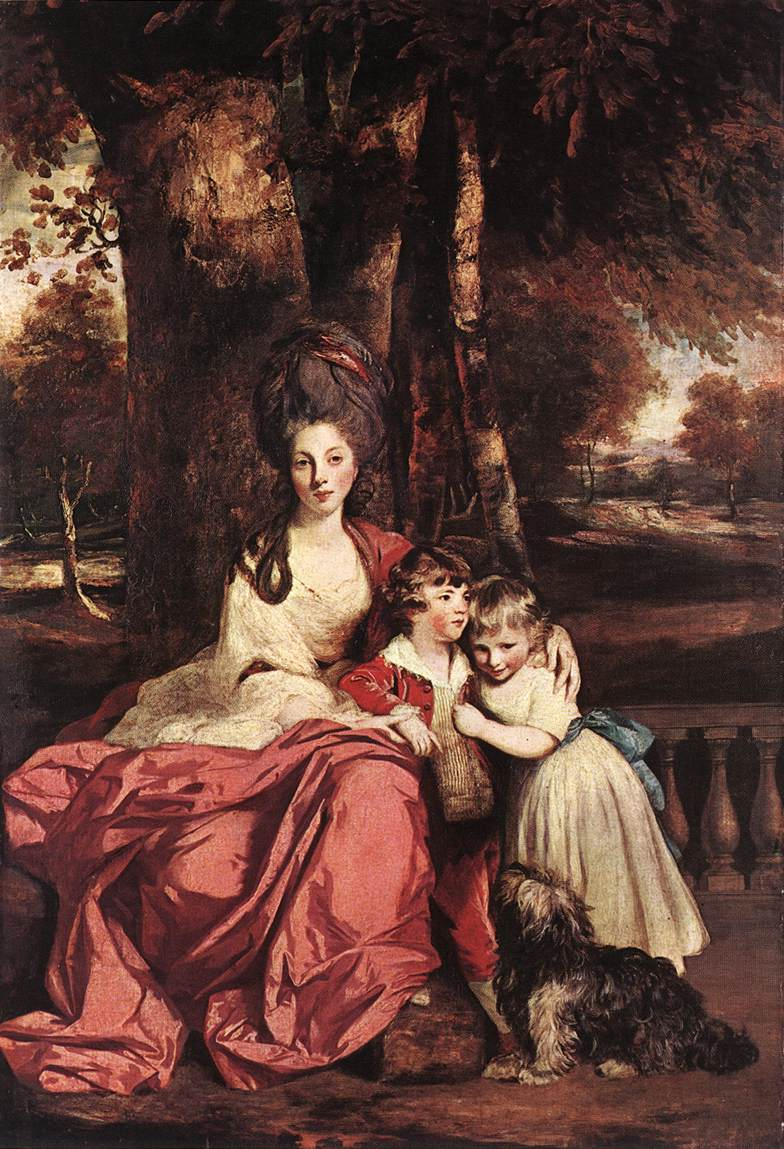
《伊麗莎白·戴爾梅女勳爵和她的孩子》（1779年）
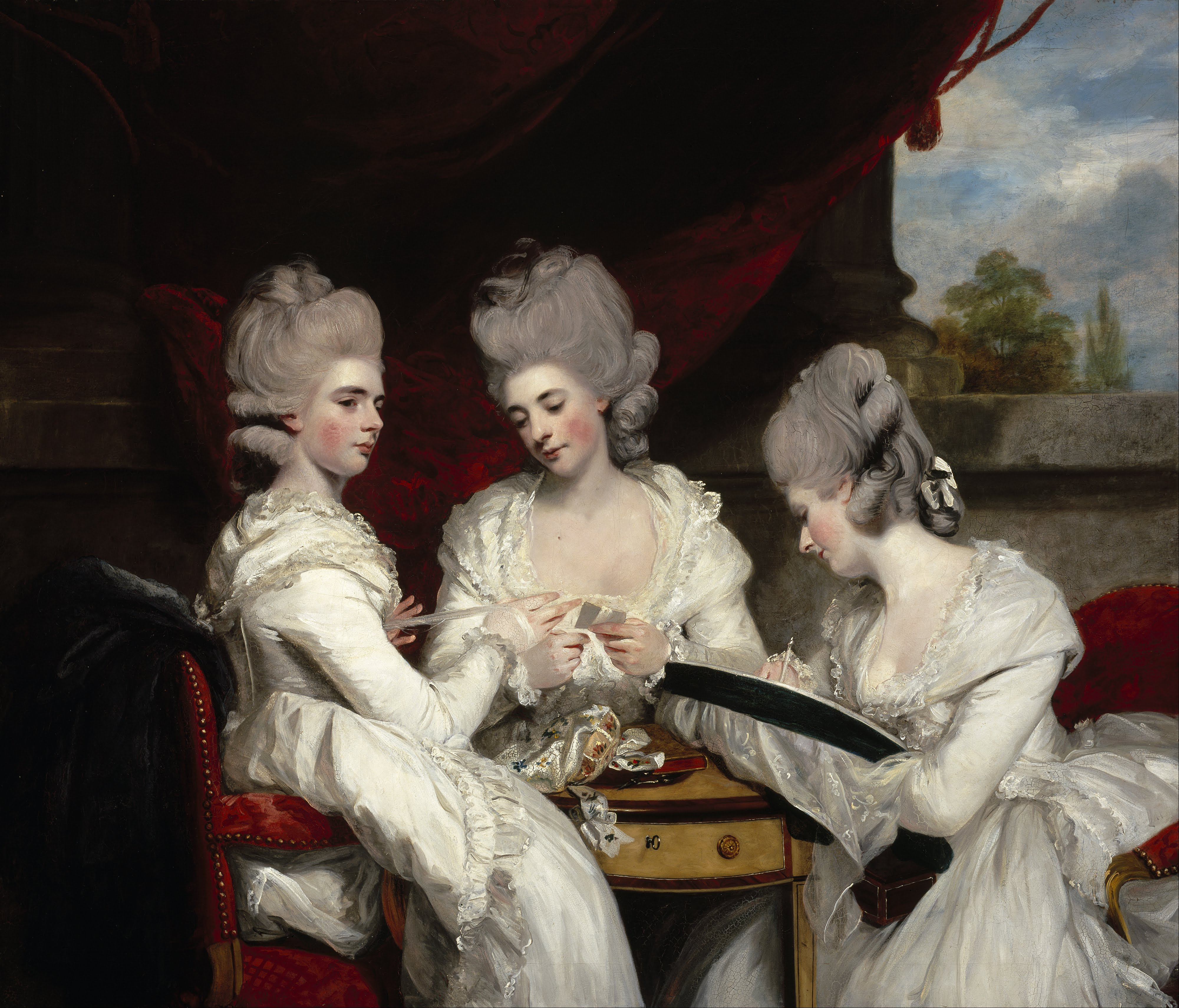
《James Waldegrave, 2nd Earl Waldegrave的三位女兒》（1780年）
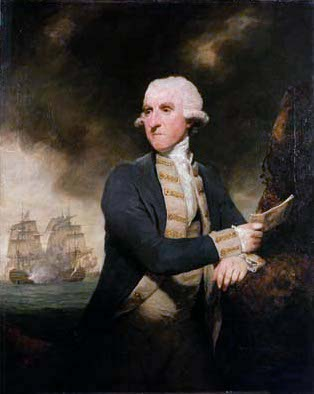
《海軍上將胡德》（1783年）
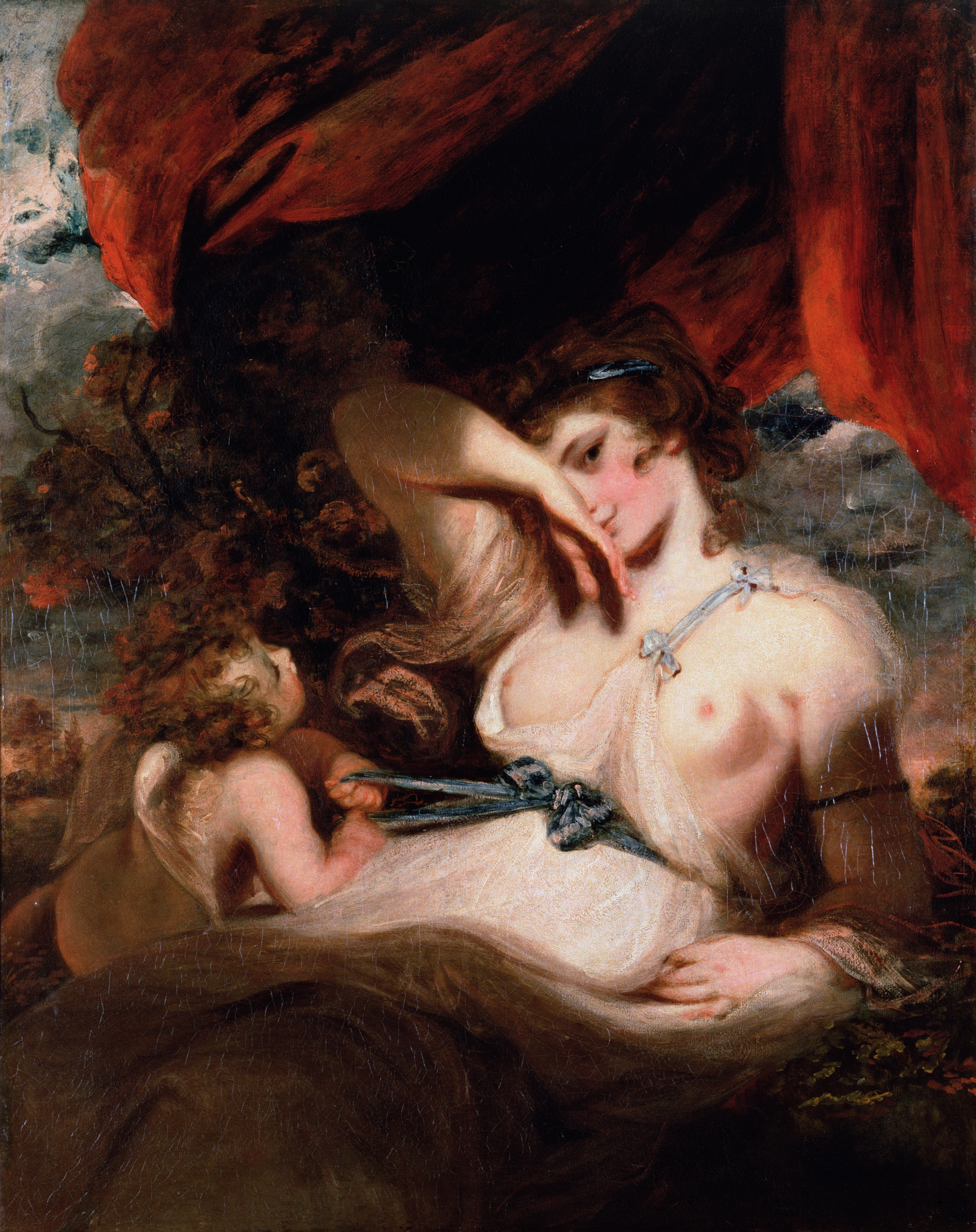
《丘比特替維納斯鬆綁》（1788年）
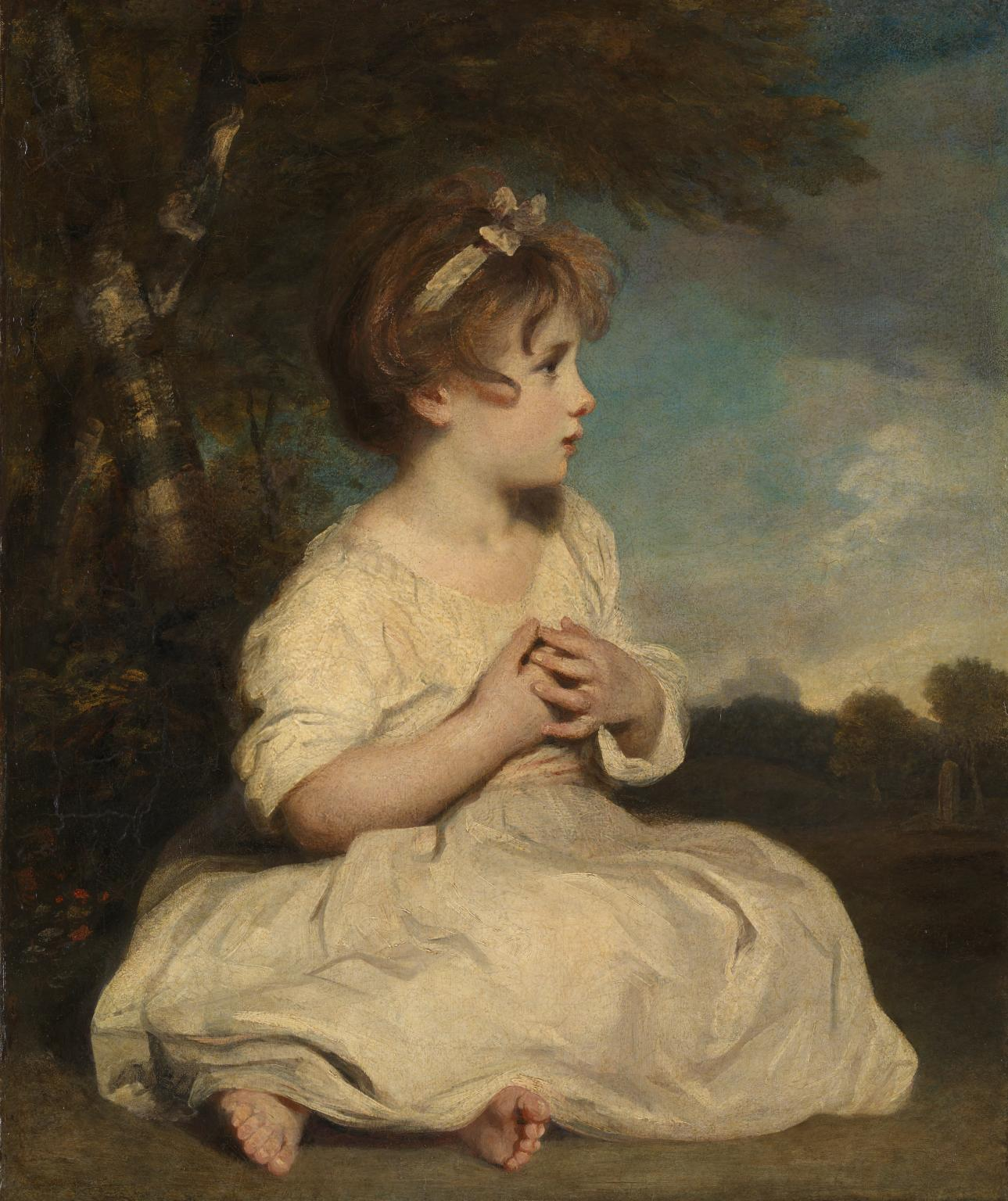
《純真年代》（1788年）
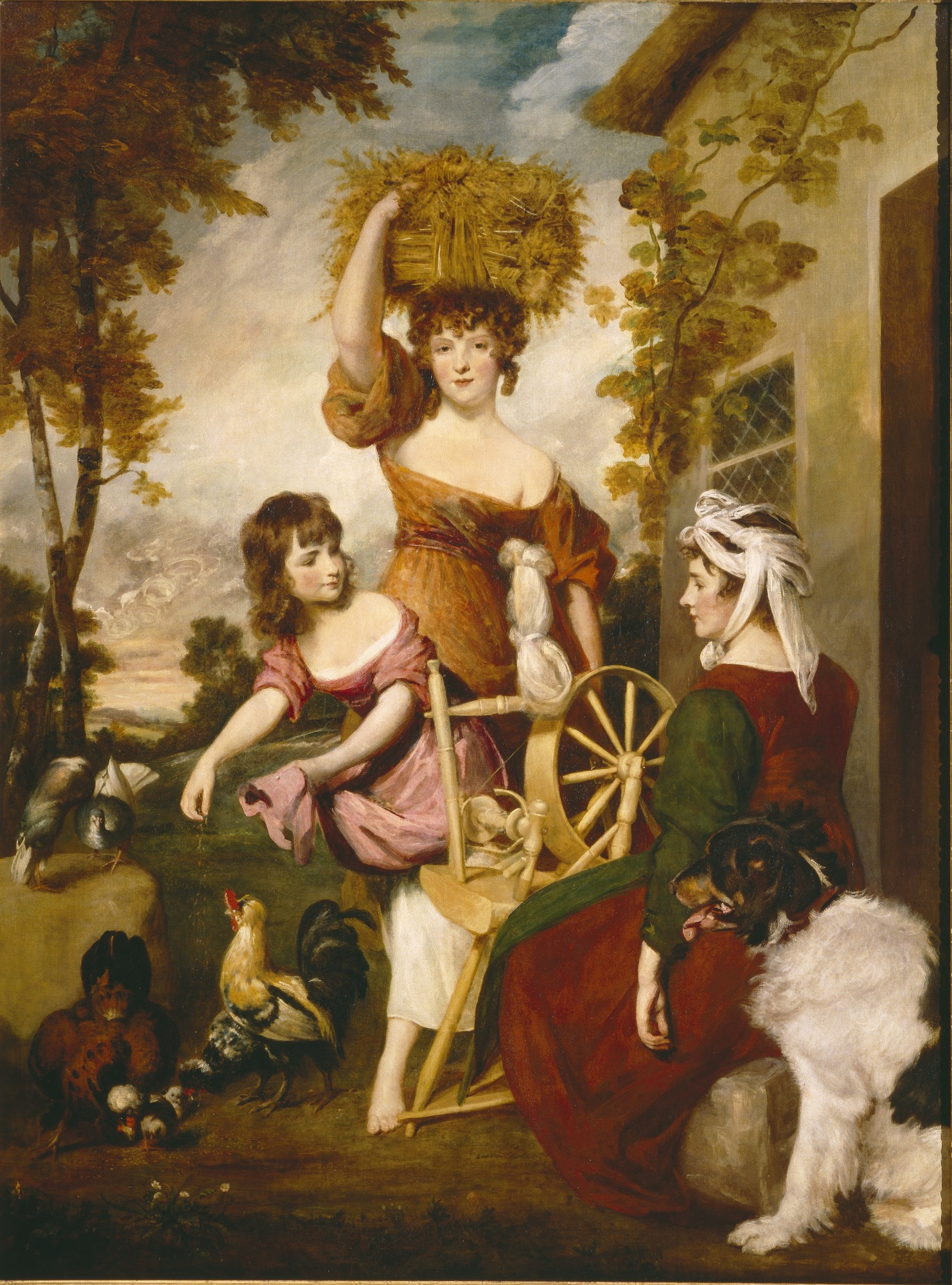
《鄉村農舍》（1788年）

## 擴展閱讀
- John Barrell, The Political Theory of Painting from Reynolds to Hazlitt (1986).
- A. Graves and W. V. Cronin, A History of the Works of Sir Joshua Reynolds (1899–1901, 4 volumes).
- F. W. Hilles, The Literary Career of Sir Joshua Reynolds (1936).
- Derek Hudson, Sir Joshua Reynolds: A Personal Study (1958).
- J. Ingamells and J. Edgcumbe (eds.), The Letters of Sir Joshua Reynolds (2000).
- E. Malone (ed.), The Works of Sir Joshua Reynolds (1798, 3 volumes).
- D. Mannings, Sir Joshua Reynolds PRA, 1723–92 (1992).
- J. Northcote, Memoirs of Sir Joshua Reynolds, knt. (1813–15).
- J. Northcote, The Life of Sir Joshua Reynolds (1818, 2nd edition, 2 volumes).
- Martin Postle, Joshua Reynolds: The Creation of Celebrity (Tate, 2005). ISBN 1-85437-564-4
- Martin Postle, Sir Joshua Reynolds: The Subject Pictures (1995).
- Martin Postle, Drawings of Joshua Reynolds.
- R. Prochno, Joshua Reynolds (1990).
- E. K. Waterhouse, Reynolds (1941).
- E. K. Waterhouse, Reynolds (1973).

## 外部連結
- （英文）國家藝廊：約書亞·雷諾茲爵士 （页面存档备份，存于）
- （英文）蘇格蘭國家畫廊裏的作品 （页面存档备份，存于）
- （英文）約書亞·雷諾茲爵士：普利茅斯市立博物館和美術館的天才展覽-2009年11月21日至2010年2月20日
- （英文）藝術百科全書：約書亞·雷諾茲爵士 （页面存档备份，存于）
- （英文）國家肖像畫廊藏品 （页面存档备份，存于）
- （英文）奧爾加畫廊的約書亞·雷諾茲 （页面存档备份，存于）
- （英文）約書亞·雷諾茲爵士，“他的畫作全集” （页面存档备份，存于）

| 貴族庭職務           | 貴族庭職務                       | 貴族庭職務             |
| -------------------- | -------------------------------- | ---------------------- |
| 前任者： 艾倫·拉塞姆 | 常任首席畫師 1784年–1792年       | 繼任者： 托馬斯·勞倫斯 |
| 文化職務             |                                  |                        |
| 新頭銜               | 皇家藝術研究院院長 1768年–1792年 | 繼任者： 本傑明·韋斯特 |